# Jaap Schröder
Pour les articles homonymes, voir Schröder.
Jaap Schröder ou Jaap Schroeder, né le 31 décembre 1925 à Amsterdam et mort dans cette même ville le 1er janvier 2020, est un violoniste, chef d'orchestre et pédagogue néerlandais.

## Biographie
Jaap Schröder étudie au Conservatoire d'Amsterdam, puis, en France, à la Sorbonne (1948). Il perfectionne aussi sa maîtrise du violon avec Joseph Calvet (1897–1984) et Jean Pasquier (1904–1992).
Dans les années 1960, il est membre de l'ensemble de musique ancienne Concerto Amsterdam et effectue des enregistrements avec Gustav Leonhardt, Anner Bylsma, Frans Brüggen et d'autres musiciens spécialisés dans la pratique du jeu historiquement informé. En 1975, il fonde le « Quartetto Esterházy » avec lequel il enregistre notamment les Quatuors dédiés à Haydn de Mozart. Depuis 1981 il est directeur et concertmaster de l'Academy of Ancient Music sous la direction de Christopher Hogwood.
De 1982 à 1988, il est nommé directeur musical en visite des Smithsonian Chamber Players, basé à Washington. Il est membre de la faculté de la Schola Cantorum Basiliensis, de l'école de musique de l'Université Yale et du Conservatoire de Luxembourg.
Jaap Schröder meurt le 1er janvier 2020 à Amsterdam, à l’âge de 94 ans.

## Discographie sélective
- Jean-Marie Leclair : Concertos pour violon et orchestre, opus 7, No 3, 5, opus 10, No 6, Jaap Schröder, violon et direction, Concerto Amsterdam - CD Teldec 1978
- Georg Friedrich Haendel : Concertos pour Orgue, Daniel Chorzempa à l'orgue, Concerto Amsterdam sous la direction de Jaap Schröder - CD Philips Classics 2002

## Écrits
- (en) Bach's Solo Violin Works : A Performer's Guide, New Haven, Conn., Yale University Press, 2007, 190 p. (ISBN 978-0-300-12466-8)[7].